# Jean Lavau
Jean Lavau est un homme politique français né le 30 août 1876 à Mâcon (Saône-et-Loire) et décédé le 21 février 1937 à Dijon (Côte-d'Or).

## Biographie
Avocat à Mâcon, il est bâtonnier. Conseiller municipal en 1908, il devient premier adjoint puis maire de Mâcon. Il est député de Saône-et-Loire de 1919 à 1924, inscrit au groupe radical. Battu en 1924, il devient juge au tribunal de première instance de Dijon.

## Sources
- « Jean Lavau », dans le Dictionnaire des parlementaires français (1889-1940), sous la direction de Jean Jolly, PUF, 1960 [détail de l’édition]